# Stadiony Mistrovství světa ve fotbale 2006

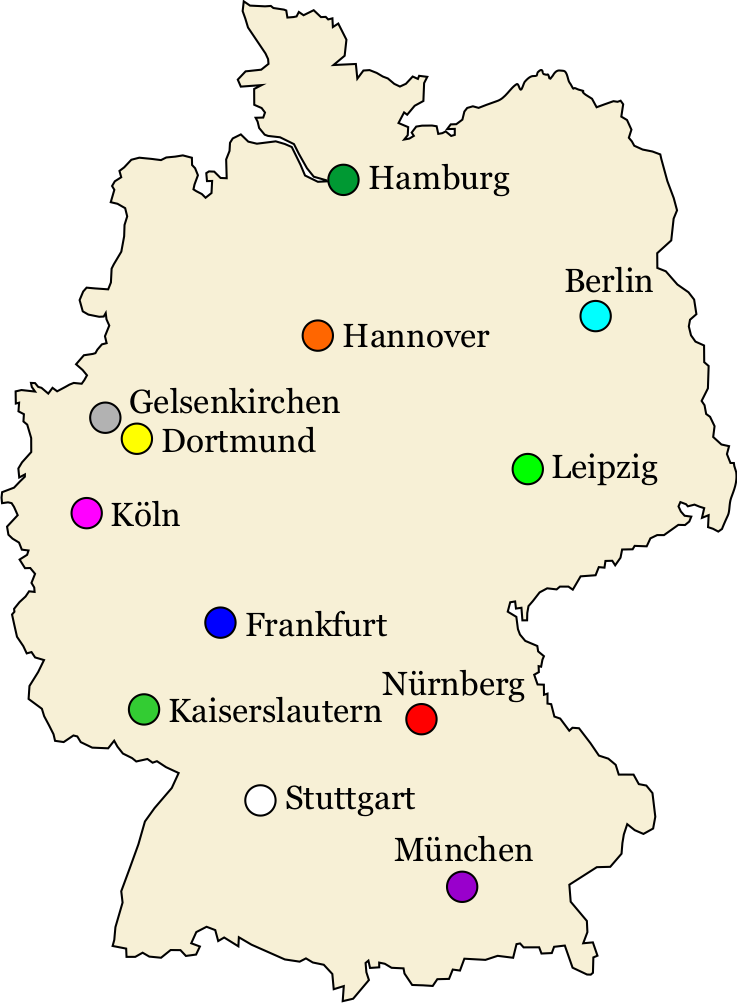
Města a stadióny mistrovství

Mistrovství světa ve fotbale 2006 se odehrálo v Německu. Celkem 12 německých měst a jejich stadionů hostilo toto mistrovství.

## Výběr měst
Hlavními kritérii při výběru měst a stadionů pro mistrovství byly modernost a bezpečnost stadionů, zároveň měly být tyto pokud možno pravidelně rozmístěny po celém Německu. Již před rozhodovacím řízením bylo jasné, že se mistrovství bude odehrávat v Berlíně (hlavní město) a Mnichově (sídlo organizačního výboru mistrovství). Z měst ucházejících se o pořádání, která se do výběru nedostala, je možno jmenovat Düsseldorf, Brémy nebo Mönchengladbach. V době rozhodnutí 15. dubna 2002 se některé stadiony nacházely ještě v rekonstrukci.
Mistrovství se konalo v následujících městech:
| Berlín         | Dortmund        |
| Frankfurt      | Gelsenkirchen   |
| Hamburk        | Hannover        |
| Kaiserslautern | Kolín nad Rýnem |
| Lipsko         | Mnichov         |
| Norimberk      | Stuttgart       |

## Jednotlivé stadiony
FIFA se nechtěla podílet na reklamě pro sponzory stadionů, po nichž jsou tyto nazvány, proto se stadiony během mistrovství jmenovaly většinou FIFA WM-Stadion Dortmund, FIFA WM-Stadion Hannover atd. (výjimkou jsou stadiony v Berlíně, Kaiserslauternu, Lipsku a Stuttgartu, které jméno změnit nemusely).
Vybraných 12 stadionů, které zčásti patří k nejmodernějším na světě, má celkovou kapacitu kolem 602 800 míst k sezení. V následujícím přehledu udané kapacity stadionů se částečně liší od kapacit pro ligové zápasy: důvodem byla opatření k bezpečnosti diváků na stadionech.
- Berlín

Olympiastadion Berlín
74 500 míst
klub: Hertha BSC Berlin
Olympijský stadion v Berlíně patřil jako stadion hlavního města k těm, které byly vybrány již před rozhodnutím přípravného výboru. Původní stavba, kde se konaly již Olympijské hry 1936 a která je chráněna památkovou péčí, byla v letech 2000 až 2004 přestavěna a modernizována, aniž by její vnější architektonická podoba byla změněna. Cena přestavby: 240 milionů eur. 9. července se zde odehrálo finále Itálie - Francie.
- Dortmund

Signal Iduna Park, dříve Westfalenstadion
69 000 míst
klub: BV Borussia Dortmund
Stadion klubu Borussia Dortmund byl pro mistrovství světa za 31 až 36 milionů eur modernizován. Stadion, který má ligovou kapacitu až 81 000 diváků, pojal během mistrovství pouze 69 000 návštěvníků. Je to největší stadion Německu. Odehrály se zde dva zápasy základních skupin, jedno čtvrtfinále a jedno semifinále.
- Frankfurt nad Mohanem

Commerzbank-Arena, dříve Waldstadion
43 320 míst k sezení
klub: Eintracht Frankfurt
Původní Waldstadion z roku 1925, který byl 1955 a poté 1974 modernizován, byl po přestavbě otevřen v roce 2005 (jednalo se vlastně o novou stavbu, jejíž výstavba však probíhala v etapách). Tato modernizace stála 126 milionů eur, dalších 174 milionů eur bylo investováno do periferie stadionu a infrastruktury. Stadion je využíván i mužstvem Frankfurt Galaxy (americký fotbal), další sportovní možnosti nabízí i přidružený plavecký stadion, tenisové hřiště a další. Během mistrovství světa ve fotbale stadion pojal 43 324 diváků (oproti 52 000 při ligových zápasech).
- Gelsenkirchen

Veltins-Arena, dříve Arena AufSchalke
53 994 míst k sezení
klub: FC Schalke 04
Po otevření stadionu tradičního klubu FC Schalke 04 za 192 milionů eur v srpnu 2001 se dlouhou dobu hovořilo o nejmodernějším stadionu na světě. K technickým vymoženostem patří nejen možnost úplného překrytí celé plochy, ale i možnost přepravy trávníkové plochy pomocí hydrauliky mimo stadion za účelem její regenerace; k zajímavostem patří i zásobování pivem pomocí 5 km dlouhého potrubí z pivovaru sponzora. Kapacita byla pro mistrovství světa z 61 500 míst snížena na 53 994 míst k sezení.
- Hamburk

AOL-Arena, dříve Volksparkstadion
51 055 míst
klub: Hamburger SV
Dva roky trvající přestavba hamburského stadionu z roku 1925 (a znovu otevřeného 1953) z roku 2000, která stála 97 milionů eur, byla v Hamburku přijata velice kladně, ne však její pojmenování z roku 2001 po internetové firmě AOL: stadion je velice často i dnes nazýván svým tradičním jménem Volksparkstadion. Přestavba sama však je považována za povedenou, dřívější stadion nebyl oblíbený.
- Hannover

AWD-Arena, dříve Niedersachsenstadion
44 652 míst
klub: Hannover 96
Hannoverský Niedersachsenstadion, který po svém otevření roku 1954 pojal 80 000 diváků, se během doby stal oblíbeným nejen jako místo pro sportovní události v lehké atletice, ragby a americkém fotbale, ale i jako místo pro pořádání open air koncertů rockových a popových skupin. Po poslední přestavbě, která stála 61 milionů eur a byla ukončena roku 2005, zde najde místo 49 500 diváků, během šampionátu to bylo ˝jen˝ 44 652.
- Kaiserslautern

Fritz-Walter-Stadion
48 500 míst
klub: 1. FC Kaiserslautern
Fritz-Walter-Stadion, pojmenovaný po slavném místním fotbalistovi, nesl dříve jméno Betzerbegstadion a je tak dodnes tak nazýván. Modernizace stadionu po roce 2001 přivedla klub i město do značných potíží: z plánovaných 48,3 milionů eur se stala investice ve výši 76,5 milionů eur. Neslavně známým se stal stadion i v důsledku technických problémů: 2. prosince 2005 musel být stadion přechodně uzavřen poté, co se v přestřešení objevily risy (střecha je dnes nesena dvěma mocnými pilíři).
- Kolín nad Rýnem

RheinEnergieStadion, dříve Müngersdorfer Stadion
46 120 míst
klub: 1. FC Köln
Kolínský fotbalový stadion se nachází na místě dřívějšího stadionu z roku 1975, který byl v letech 2001 až 2003 přestavěn, ovšem podobně jako v Berlíně bez přerušení provozu (pouze kapacita diváků byla silně omezena). Roku 2005 obdržel stadion bronzovou medaili jako jedno z nejlepších sportovních hřišť na světě, udělenou Mezinárodním olympijským výborem. Mimo koncerty a jiné události zde hraje i kolínské mužstvo amerického fotbalu Cologne Centurions.
- Lipsko

Zentralstadion
44 199 míst
FC Sachsen Leipzig
Lipský Zentralstadion byl jisté unikum mezi stadiony mistrovství světa: při svém otevření 1956 s 100 000 místy největší stadion v Německu - dnes patří mužstvu, které hraje ve čtvrté nejvyšší soutěži. Po přestavbě, která stála 90,6 milionů eur, na kterých se z velké části podílela spolková vláda, byl lipský stadion s 44 199 místy nejmenším stadionem šampionátu. Fotbalový stadion je částí lipského tzv. Sportovního fóra, ke kterému patří sportovní louka a zejména pak tzv. Arena Leipzig (multifunkční hala pro sportovní události, koncerty atd.).
- Mnichov

Allianz Arena
66 016 míst
FC Bayern München, TSV 1860 München
Mnichovská Allianz-Arena, kde se hrál zahajovací zápas mistrovství, je zcela nový stadion, který byl uveden do provozu v 30. května 2005. Stavba stadionu stála 340 milionů eur (o které se dělí obě zde hrající mužstva), město Mnichov financovalo nákup pozemku a vytvoření infrastruktury. Stadion pojme 66 016 sedících diváků. K vybavení stadionu patří tři dětské školky, obchody pro fanoušky a gastronomie na rozloze 6500 m² a dále momentálně největší parkoviště aut v Evropě (4 patra, 10 500 aut).
- Norimberk

easyCredit-Stadion, dříve Frankenstadion
45 500 míst
klub: 1. FC Nürnberg
Norimberský Frankenstadion z roku 1928 (tehdy ještě Městský stadion Norimberk) byl koncipován i pro závody v lehké atletice. Po roce 1933 sloužil nacistickému režimu pro masová vystoupení Hitlerjugend. Po několika přestavbách dnes nabízí z původních 37 000 (a přechodně pak 56 500) míst pro diváky během mistrovství 45 500 míst (při ligových zápasech pak 46 780). Poslední přestavba pro mistrovství světa ve fotbale stála roku 2003 56 milionů eur, byly při ní uplatněny různé koncepty aktivní ochrany a zlepšení životního prostředí.
- Stuttgart

Gottlieb-Daimler-Stadion , dříve Neckarstadion, později Mercedes-Benz-Arena
54 267 míst
klub: VfB Stuttgart
Ve své minulosti vícekrát přestavěný stadion, na kterém hrají fotbalisté ligového VfB Stuttgart, byl naposledy pro fotbalový šampionát modernizován za 52 milionů eur spolkovou zemí Bádensko-Württembersko a pojme 54 267 návštěvníků (roku 1950 ještě 103 000 návštěvníků). Stadion je jistou výjimkou: v jeho jméně se sice skrývá automobilový koncern DaimlerChrysler, FIFA však uznala, že stadion je pojmenován ne po firmě samotné, ale po jejím zakladateli, takže po dobu mistrovství jméno stadionu změněno nebylo.